# Igel (gmina)
Igel – miejscowość i gmina w Niemczech, w kraju związkowym Nadrenia-Palatynat, w powiecie Trier-Saarburg, w gminie związkowej Trier-Land. W skład gminy wchodzi również miejscowość Liersberg.